# Campionato sudamericano maschile under 23 di pallavolo
Il campionato sudamericano maschile under 23 di pallavolo è una competizione pallavolistica per squadre nazionali sudamericane, organizzata con cadenza biennale dalla CSV, riservata a giocatori con un'età inferiore di 23 anni.

## Edizioni
| Edizione      | Edizione      | Podio    | Podio     | Podio    |
| Anno          | Organizzatore | Campione | Seconda   | Terza    |
| ------------- | ------------- | -------- | --------- | -------- |
| 2014 Dettagli | Colombia      | Brasile  | Argentina | Cile     |
| 2016 Dettagli | Perù          | Brasile  | Argentina | Colombia |

## Medagliere
| Pos. | Squadra   | 1º posto | 2º posto | 3º posto | Totale |
| ---- | --------- | -------- | -------- | -------- | ------ |
| 1    | Brasile   | 2        | -        | -        | 1      |
| 2    | Argentina | -        | 2        | -        | 1      |
| 3    | Cile      | -        | -        | 1        | 1      |
| 3    | Colombia  | -        | -        | 1        | 1      |